# عشب الربيع الهوكري
عشب الربيع الهوكري (الاسم العلمي:Anthoxanthum hookeri) هو نوع من النباتات يتبع جنس عشب الربيع من الفصيلة النجيلية.